# کامبوندو
کامبوندو (به لاتین: Cambondo) یک منطقهٔ مسکونی در آنگولا است که در استان کوانزای شمالی واقع شده‌است.